# Душан Слободнік
Душан Слободнік (словац. Dušan Slobodník; *11 квітня 1927, Пезінок, Чехословаччина — †13 грудня 2001, Братислава, Словаччина) — словацький письменник, літературознавець, перекладач і політик. Кандидат наук. Був міністром культури Словацької Республіки і членом нині не існуючого Руху за демократичну Словаччину.

## Біографія
У травні 1944 вступив в організацію «Глінкова молодь» (причиною вступу сам називає інтерес до участі в турнірі з настільного тенісу, що проводився цією організацією).
З 28 лютого по 10 березня 1945 проходив курс для диверсантів, який проводила німецька секретна служба в словацькому селищі Секуле. Прямо перед іспитами на атестат зрілості (22 квітня 1945) був заарештований радянськими військовою контррозвідкою «СМЕРШ». 19 травня 1945 Радянський військовий суд в місті Нове-місце-на-Мораві засудив його за § 58-6 до 15 років примусових робіт. З них майже 9 років він провів в декількох радянських трудових таборах і лікарнях ГУЛАГу. Після смерті Сталіна був звільнений за амністією і в грудні 1953 повернувся до Словаччини. Іспит на атестат зрілості здав в 1954, потім вступив на філософський факультет Братиславського університету імені Коменського (спеціальність «англійська та російська мови»). У 1958, під час кампанії першого секретаря ЦК КПС Карела Бацілека з чищення вузів, зважаючи на своє минуле був виключений з університету. Звернувся з листом про реабілітацію до Верховного Суду СРСР і 1 жовтня 1960 Військова колегія Верховного суду СРСР його повністю реабілітувала. Навчання завершив на філософському факультеті Карлового університету в Празі. Свої спогади про роки ув'язнення опублікував в книзі «Параграф: Полярний круг».
Після 1989 активно зайнявся питаннями політики: спочатку як літературознавець і публіцист, а після поділу Літературознавчого інституту — як директор Інституту світової літератури Словацької академії наук. У своїх публіцистичних роботах підтримував політичний курс Володимира Мечіара. В значній мірі сприяв появі незалежної Словацької Республіки. 24 червня 1992 Душан Слободнік став міністром культури при уряді Владимира Мечіара.
У 1992 Слободнік подавав в суд на письменника Любомира Фельдеке через його фрази «есесівець обнявся з ештебаком (співробітником Комітету державної безпеки Чехословаччини)» з вірша «На добраніч, моя люба». Слободнік зажадав вибачень і відшкодування моральної шкоди. Фельдеке спочатку виграв міський суд, однак в 1994 апеляційна колегія Верховного Суду Словацької Республіки рішення суду першої інстанції скасував і зобов'язав Фельдеке заплатити суму 250 тисяч словацьких крон. Пізніше апеляційна колегія Верховного Суду Словацької Республіки частину рішення суду, що стосується даного вірша і нематеріальної шкоди, скасував, однак частина рішення про те, що Фельдек повинен вибачитися, залишилася в силі. Адвокат Фельдеке Ернест Валко подав скаргу до Європейського суду з прав людини (ЄСПЛ) у Страсбурзі, який 12 липня 2001 виніс рішення на користь Фельдеке.

## Освіта
- Народна школа в місті Зволен
- Гімназія в Зволені
- Іспити на атестат зрілості — в 1954, так як 10 років був в ув'язненні
- 1954-1958 — навчання на філософському факультеті Університету Коменського в Братиславі. Після чотирьох років навчання був виключений як політично ненадійний.
- Після реабілітації в 1960 продовжив навчання в Карловому університеті Праги.

## Кар'єра
- 1962-1965 — Відділ документації Братиславського науково-дослідного інституту кабелів і ізолюючих матеріалів
- 1965-1969 — Центральна бібліотека Словацької академії наук
- 1969-1973 — Інститут світової літератури і мов Словацької академії наук, де отримав ступінь доктора філософії і захистив звання кандидата наук
- 1973-1990 — Літературознавчий інститут Словацької академії наук
- 1990-? — Директор Інституту світової літератури Словацької академії наук
- 1992-1994 — Міністр культури Словацької Республіки
- 1994-1998 — Голова Комітету у закордонних справах Національної ради Словацької Республіки
- 1995-1998 — заступник голови Парламентської асамблеї Ради Європи
- 1999-2001 — депутат Національної Ради Словацької Республіки
- ? -? — Член виконавчого комітету ЮНЕСКО
- ? -? — Член Міжнародної асоціації літературних критиків
- ? -? — Член Європейського Союзу літераторів, науковців та митців

## Нагороди
- 1998 — Орден Андрія Глінки першого ступеня.

## Роботи словацькою мовою
- překlady z angličtiny, ruštiny a francouzštiny — více než 70 knih
- překlad: Michael Crichton: Smrť Andromeda (Tatran Bratislava 1971)
- překlad: John Fowles: Milenka francúzskeho poručíka (Tatran Bratislava 1972)
- překlad: Isaac Asimov: Základňa (1. díl série)
- Stretnutia (Tatran Bratislava 1972)
- Súčasná sovietska próza a poézia, spoluautor: Vladimír Čerevka (Obzor Bratislava 1975)
- Cesty k poézii (Tatran Bratislava 1976)
- Autori, diela, problémy (Asocace organizací spisovatelů Slovenska Bratislava 1977)
- Genéza a poetika science fiction (Mladé letá Bratislava 1980)
- Cesty k poézii (1976)
- Cesty k próze (Tatran Bratislava 1981)
- Kontext slovenskej poézie (Tatran Bratislava 1985)
- Súradnice poézie (Asociace organizací spisovatelů Slovenska Bratislava 1985)
- Vedecké a literárne poznanie (Pravda Bratislava 1988)
- Teória a prax básnického prekladu (Asociace organizací spisovatelů Slovenska Bratislava 1990)
- Proti sedemhlavému drakovi, z dejín zápasu za Slovensko (Spolek slovenských spisovatelů Bratislava 1998)
- Zámery iredenty v plnej nahote (spoluautor, Kubko Goral Bratislava 1999)
- Paragraf: Polárny kruh (autobiografia, Slovenský spisovatel Bratislava 1991, druhé vydání Tatramedial v roce 2001)